# Округ Џеферсон (Илиноис)
Округ Џеферсон (енгл. Jefferson County) је округ у америчкој савезној држави Илиноис.

## Демографија
По попису из 2010. године број становника је 38.827, што је 1.218 (-3,0%) становника мање 2000. године.
| Група             | 2000.          | 2010.          |
| Белци             | 35.709 (89,2%) | 33.919 (87,4%) |
| Афроамериканци    | 3.134 (7,8%)   | 3.251 (8,4%)   |
| Азијати           | 189 (0,5%)     | 246 (0,6%)     |
| Хиспаноамериканци | 531 (1,3%)     | 799 (2,1%)     |
| Укупно            | 40.045         | 38.827         |